# Palaeoludus popovi
Palaeoludus popovi is een fossiele soort schietmot uit de familie Dysoneuridae.